# Алеохара
Алеохара (Aleochara) — рід родини жуків Staphylinidae, жуків-ровників. Личинки Staphylinidae виконують різноманітні екологічні ролі, більшість з яких є падальниками, хижаками або живляться падлом, але личинки принаймні тих видів Aleochara, історія життя яких відома, є паразитоїдами. Вони харчуються пупаріями відповідних видів мух, вбиваючи при цьому господаря. Дорослі алеохари є хижаками.
Алеохари зустрічаються по всьому світу, за винятком Антарктиди. Є принаймні 150 і, можливо, більше 400 видів у 16 підродах. Дорослі особини багатьох видів можна знайти поблизу гною або падла, зазвичай харчуючись яйцями, личинками та пупаріями різних скатофагів і некрофагів двокрилих.
Найбільш детально вивченим жуком-алеохарином є Aleochara bilineata Gyllenhal, який є важливим біологічним агентом боротьби з деякими мухами-шкідниками (зокрема, видами Delia з родини Anthomyiidae) сільськогосподарських культур родини гірчиці та капусти Brassicaceae, таких як капуста, бруква, ріпак та багато інших.

## Підроди
Рід Aleochara містить принаймні 150 і, можливо, більше 400 видів, розподілених на 16 підродів. Нижче наведено список підродів:
- Heterochara
- Aleochara
- Aidochara
- Euryodma
- Ceranota
- Emplenota
- Triochara
- Maseochara
- Echochara
- Calochara
- Mesochara
- Xenochara
- Rheochara
- Polystomota
- Coprochara
- Megalogastria